# NGC 113

NGC 113

NGC 113 هي مجرة محدبة تقع في كوكبة قيطس (كوكبة). اكتشفها عالم الفلك الألماني إرنست ويلهلم ليبرشت تمبل في 27 أغسطس 1876. وتبعد حوالي 210 مليون سنة ضوئية من الأرض ويبلغ قطرها حوالي 80,000 سنة ضوئية.

## اقرأ أيضًا
- NGC 159
- NGC 520

## وصلات خارجية
- NGC 113 على موقع ويكي سكاي: DSS2, SDSS, GALEX, IRAS, Hydrogen α, X-Ray, Astrophoto, Sky Map, Articles and images